# Cha Du-ri
Cha Du-ri (Hangul: 차두리 - Frankfurt am Main, 25 juli 1980) is een in Duitsland geboren Zuid-Koreaans betaald voetballer die bij voorkeur als rechtsback speelde. Hij beëindigde zijn profloopbaan in 2015 bij FC Seoul. Hij tekende in juli 2010 een tweejarig contract bij Celtic FC, dat hem transfervrij inlijfde. Sinds november 2001 is hij Zuid-Koreaans international en speelde hij meer dan veertig interlands. Cha Duri's loopvermogen leverde hem de bijnaam Autobahn op. Hij is de zoon van oud-voetballer Cha Bum-kun, die 58 doelpunten maakte voor het nationale team (1972-1986) en daarmee Zuid-Koreaans topscorer aller tijden werd.
Cha Du-ri was student en voetbalde als amateur voor de Korea University toen toenmalig bondscoach Guus Hiddink hem een oefenwedstrijd zag spelen en in 2001 bij de nationale selectie haalde. Vervolgens mocht hij als regelmatige invaller mee naar het WK 2002, waarop Zuid-Korea vierde werd. De verloren halve finale tegen Duitsland (0-1) speelde hij helemaal.
Na het WK tekende Cha Du-ri bij Bayer 04 Leverkusen zijn eerste profcontract. Dit betekende voor hem een terugkeer naar zijn geboorteland. Hij kwam in Duitsland ter wereld omdat zijn vader Cha Bum-kun destijds voor Eintracht Frankfurt uitkwam. Hij bracht er vervolgens de eerste jaren van zijn leven door. Toen Cha Du-ri in 2002 terugkeerde in Duitsland, bleek dit ook het begin van een langere periode. Nadat hij door Leverkussen al verhuurd was aan Arminia Bielefeld en Eintracht Frankfurt, bleef hij nog twee jaar bij laatstgenoemde club. Met 1. FSV Mainz 05, TuS Koblenz en SC Freiburg bleken bovendien zijn daaropvolgende werkgevers ook Duits. Cha Du-ri was in de zomer van 2010 einde contract bij Freiburg. Daarop verkaste hij transfervrij naar zijn eerste niet-Duitse profclub, Celtic FC. Hij tekende er voor twee jaar.
Cha Du-ri behoorde niet tot nationale selectie op het WK 2006. Hij was vervolgens jaren international-af. Toenmalig bondscoach Pim Verbeek wilde hem nog inzetten tijdens de Azië Cup 2007, maar een voetblessure verhinderde dat. Uiteindelijk duurde het tot oktober 2009 voordat Cha Du-ri weer werd opgenomen in de Zuid-Koreaanse ploeg. Bondscoach Huh Jung-moo nam hem een jaar later ook mee naar het WK 2010, waar hij de groepswedstrijden tegen Griekenland (2-0 winst) en Nigeria (2-2 gelijk) van begin tot eind speelde en ook de met 1-2 verloren achtste finale tegen Uruguay.

## Clubstatistieken
| Seizoen  | Club                         | Competitie              | Duels | Goals |
| -------- | ---------------------------- | ----------------------- | ----- | ----- |
| 2002-'04 | Bayer 04 Leverkusen          | Bundesliga              | 0     | 0     |
| 2002-'03 | → Arminia Bielefeld (huur)   | Bundesliga              | 21    | 1     |
| 2003-'04 | → Eintracht Frankfurt (huur) | Bundesliga              | 31    | 1     |
| 2004-'05 | Eintracht Frankfurt          | 2. Bundesliga           | 29    | 8     |
| 2005-'06 | Eintracht Frankfurt          | Bundesliga              | 27    | 3     |
| 2006-'07 | 1. FSV Mainz 05              | Bundesliga              | 12    | 0     |
| 2007-'09 | TuS Koblenz                  | 2. Bundesliga           | 61    | 3     |
| 2009-'10 | SC Freiburg                  | Bundesliga              | 24    | 1     |
| 2010-'12 | Celtic FC                    | Scottish Premier League | 31    | 2     |
| 2012-'13 | Fortuna Düsseldorf           | Bundesliga              | 10    | 0     |
| 2013     | FC Seoul                     | K League Classic        | 29    | 0     |
| 2014     | FC Seoul                     | K League Classic        | 28    | 0     |
| 2015     | FC Seoul                     | K League Classic        | 24    | 2     |